# Вересаєвська сільська рада
Вереса́євська сільська́ ра́да — адміністративно-територіальна одиниця та орган місцевого самоврядування в Сакському районі Автономної Республіки Крим. Адміністративний центр — село Вересаєве.

## Загальні відомості
- Населення ради: 2 433 особи (станом на 2001 рік)

## Населені пункти
Сільській раді були підпорядковані населені пункти:
- с. Вересаєве
- с. Глінка

## Склад ради
Рада складалася з 16 депутатів та голови.
- Голова ради: Мустафаєв Рустем Аблялімович
- Секретар ради: Ебу Февзіє Хайсерівна

### Керівний склад попередніх скликань
| Прізвище, ім'я, по батькові  | Основні відомості                                                 | Дата обрання | Дата звільнення |
| ---------------------------- | ----------------------------------------------------------------- | ------------ | --------------- |
| Мустафаєв Рустем Аблялімович | Сільський голова, 1959 року народження, освіта вища, безпартійний | 26.03.2006   | 31.10.2010      |
| Мустафаєв Рустем Аблялімович | Сільський голова, 1959 року народження, освіта вища, безпартійний | 31.10.2010   |                 |

Примітка: таблиця складена за даними сайту Верховної Ради України

### Депутати
За результатами місцевих виборів 2010 року депутатами ради стали:

#### За суб'єктами висування
| Суб'єкт висування                 | Кількість обраних депутатів | %    |
| --------------------------------- | --------------------------- | ---- |
| Самовисування                     | 11                          | 68,8 |
| Партія регіонів                   | 4                           | 25   |
| Політична партія «Сильна Україна» | 1                           | 6,3  |

#### За округами
| № округу                          | Прізвище, ім'я, по батькові       | Дата визнання обраним | Освіта             | Партійна приналежність | Відомості про обраного депутата                       |
| --------------------------------- | --------------------------------- | --------------------- | ------------------ | ---------------------- | ----------------------------------------------------- |
| Партія регіонів                   |                                   |                       |                    |                        |                                                       |
| 3                                 | Байрамова Оксана Мустафаївна      | 31.10.2010            | середня            | член Партії регіонів   | фельдшерсько-акушерський пункт с. Глінка, завідувачка |
| 8                                 | Данилович Костянтин Володимирович | 31.10.2010            | середня спеціальна | член Партії регіонів   | Євпаторійський винзавод, майстер цеха                 |
| 12                                | Меметова Езіне Абдулваітівна      | 31.10.2010            | середня спеціальна | член Партії регіонів   | ДДЗ «Ласточка» с. Глінка, вихователь                  |
| 15                                | Боровська Олена Миколаївна        | 31.10.2010            | середня спеціальна | член Партії регіонів   | санаторій «Таврія» м. Євпаторія, молодша медсестра    |
| Політична партія «Сильна Україна» |                                   |                       |                    |                        |                                                       |
| 6                                 | Журжа Надія Микитівна             | 31.10.2010            | середня            | позапартійна           | Вересаєвська сільська рада, технічний секретар        |
| Самовисування                     |                                   |                       |                    |                        |                                                       |
| 1                                 | Абдуллаєв Таїр Якубович           | 31.10.2010            | середня            | позапартійний          | тимчасово не працює                                   |
| 2                                 | Джимілов Надір Феттаєвич          | 31.10.2010            | середня            | позапартійний          | ЗАТ «Сакський ЗБН», майстер                           |
| 4                                 | Зитляєва Халіда Куршитівна        | 31.10.2010            | вища               | позапартійна           | тимчасово не працює                                   |
| 5                                 | Халілова Алфія Люманівна          | 31.10.2010            | середня            | позапартійна           | приватний підприємець                                 |
| 7                                 | Кумшу Гульнара Нусруллаївна       | 31.10.2010            | середня спеціальна | позапартійна           | ДДЗ «Ласточка» с. Глінка, вихователь                  |
| 9                                 | Ебу Февзіє Хайсерівна             | 31.10.2010            | вища               | позапартійна           | Вересаєвська сільська рада, секретар                  |
| 10                                | Куртусманов Бурхан Куртусманович  | 31.10.2010            | вища               | позапартійний          | Вересаєвська сільська рада, землеустроітель           |
| 11                                | Азаматов Абдукадир Халілович      | 31.10.2010            | вища               | позапартійний          | Вересаєвська загальноосвітня школа, вчитель           |
| 13                                | Абдулаєв Едем Ескендерович        | 31.10.2010            | середня            | позапартійний          | пенсіонер                                             |
| 14                                | Якубовська Ніла Федорівна         | 31.10.2010            | середня            | позапартійна           | Вересаєвська загальтноосвітня школа, кухар            |
| 16                                | Календаров Рустем Сулейманович    | 31.10.2010            | середня            | позапартійний          | приватний підприємець                                 |